# Вінцальйо
Вінцальйо (італ. Vinzaglio, п'єм. Vinsàj) — муніципалітет в Італії, у регіоні П'ємонт,  провінція Новара.
Вінцальйо розташоване на відстані близько 500 км на північний захід від Рима, 70 км на північний схід від Турина, 17 км на південний захід від Новари.
Населення — 549 осіб (2014).
Щорічний фестиваль відбувається 15 серпня. Покровителька — Богородиця Небовзята.

## Демографія
Населення за роками:

Станом на 1 січня 2023 року в муніципалітеті офіційно проживало 28 іноземців з 9 країн, серед них 12 громадян країн Євросоюзу та 1 громадянин України.

## Сусідні муніципалітети
- Борго-Верчеллі
- Казаліно
- Конфієнца
- Палестро
- Верчеллі